# NGC 3310
NGC 3310は、おおぐま座の方角あるグランドデザイン渦巻銀河である。スターバースト銀河であり、約1億年前に伴銀河の1つと衝突したことで広範な星形成が始まったと考えられている。地球から約4600万光年離れていると考えられ、幅は約2万2000光年である。
NGC 3310の環では、少なくとも4000万年間、スターバーストが続いている。